# لويس نيرز
لويس نيرز (بالألمانية: Louis Nerz)‏ هو كاتب سيناريو وممثل نمساوي، ولد في 16 فبراير 1866 في التشيك، وتوفي في 20 يناير 1938 بفيينا في النمسا.

## وصلات خارجية
- لويس نيرز على موقع IMDb (الإنجليزية)
- لويس نيرز على موقع قاعدة بيانات برودواي على الإنترنت (الإنجليزية)
- لويس نيرز على موقع قاعدة بيانات برودواي على الإنترنت (الإنجليزية)
- لويس نيرز على موقع قاعدة بيانات الأفلام السويدية (السويدية)
- لويس نيرز على موقع قاعدة بيانات الفيلم (الإنجليزية)